# بيوت العدن (إب)
بيوت العدن هي إحدى قرى الجمهورية اليمنية. تتبع جغرافيا لمحافظة إب وإداريًا لمديرية الظهار. يبلغ تعداد سكانها 2927 نسمة حسب الإحصاء الذي أجري عام 2004.